# علی الزقعان
علی الزقعان (انگلیسی: Ali Al-Zaqaan؛ زادهٔ ۱ نوامبر ۱۹۹۱) یک ورزشکار اهل عربستان سعودی است.
از باشگاه‌هایی که در آن بازی کرده‌است می‌توان به باشگاه فوتبال الاتفاق عربستان سعودی و باشگاه فوتبال الوحده عربستان سعودی اشاره کرد.